# Films américains sortis en 1927
Listes de films américains
- 1923
- 1924
- 1925
- 1926
- 1927
- 1928
- 1929
- 1930
- 1931

Liste (non exhaustive) de films américains sortis en 1927.

## A-Z (par ordre alphabétique des titres en anglais)
| Titre                                | Réalisateur                           | Distribution                                                       | Genre                       | Notes                       |
| ------------------------------------ | ------------------------------------- | ------------------------------------------------------------------ | --------------------------- | --------------------------- |
| All Aboard                           | Charles Hines                         | Johnny Hines, Edna Murphy                                          | Comédie                     |                             |
| Altars of Desire                     | Christy Cabanne                       | Mae Murray, Conway Tearle                                          | Drame                       |                             |
| The American                         | J. Stuart Blackton                    | Bessie Love, Charles Ray                                           | Western                     |                             |
| Ankles Preferred                     | John G. Blystone                      | Madge Bellamy, Barry Norton, Allan Forrest                         | Comédie                     |                             |
| Annie Laurie                         | John Stuart Robertson                 | Lillian Gish, Creighton Hale, Norman Kerry                         | Mélodrame                   |                             |
| The Bachelor's Baby                  | Frank R. Strayer                      | Helene Chadwick et Harry Myers                                     | Comédie                     |                             |
| Barbed Wire                          | Rowland V. Lee                        | Pola Negri, Clive Brook, Claude Gillingwater                       | Drame                       |                             |
| The Beloved Rogue                    | Alan Crosland                         | John Barrymore, Marceline Day, Conrad Veidt                        |                             |                             |
| Birds of Prey                        | William James Craft                   | Priscilla Dean et Gustav von Seyffertitz                           |                             |                             |
| Bitter Apples                        | Harry O. Hoyt                         | Myrna Loy, Monte Blue                                              | Drame                       |                             |
| Blind Alleys                         | Frank Tuttle                          | Thomas Meighan, Evelyn Brent, Greta Nissen                         | Mélodrame                   |                             |
| Broadway Nights                      | Joe Boyle                             | Sam Hardy, Lois Wilson, Barbara Stanwyck                           | Mélodrame                   |                             |
| The Broncho Sister                   | Orville O. Dull                       | Tom Mix, Helene Costello                                           | Western                     |                             |
| California                           | W.S. Van Dyke                         | Tim McCoy, Dorothy Sebastian, Marc McDermott                       | Western                     |                             |
| Captain Salvation                    | John Stuart Robertson                 | Lars Hanson, Marceline Day, Pauline Starke                         | Drame                       |                             |
| The Cat and the Canary               | Paul Leni                             | Laura La Plante, Forrest Stanley, Creighton Hale                   | Comédie, horreur, détective |                             |
| Chain Lightning (film) (en)          | Lambert Hillyer                       | Buck Jones, William Welsh                                          | Western                     |                             |
| Cheating Cheaters                    | Edward Laemmle                        | Betty Compson et Kenneth Harlan                                    | Comédie                     |                             |
| Chicago                              | Cecil B. DeMille                      | Phyllis Haver, Victor Varconi, Julia Faye                          | Comédie dramatique          |                             |
| Children of Divorce                  | Frank Lloyd                           | Clara Bow, Esther Ralston, Gary Cooper                             | Drame                       |                             |
| The Chinese Parrot                   | Paul Leni                             | Marian Nixon, Hobart Bosworth, Florence Turner                     | Film à énigme               |                             |
| College                              | James W. Horne                        | Buster Keaton, Anne Cornwall, Harold Goodwin                       | Comédie romantique          |                             |
| Come to My House                     | Alfred E. Green                       | Olive Borden, Antonio Moreno, Doris Lloyd                          | Drame                       |                             |
| Convoy                               | Lothar Mendes                         | Lowell Sherman, Dorothy Mackaill, William Collier Jr., Donald Reed | Drame                       |                             |
| The Denver Dude                      | B. Reeves Eason                       | Hoot Gibson, Blanche Mehaffey, Glenn Tryon, Rolfe Sedan            | Western                     |                             |
| The Devil Dancer                     | Fred Niblo                            | Gilda Gray, Clive Brook et Anna May Wong                           | Drame                       |                             |
| Don Mike                             | Lloyd Ingraham                        | Fred Thomson, Ruth Clifford, Noah Young                            | Western                     |                             |
| The Dove                             | Roland West                           | Norma Talmadge, Noah Beery, Gilbert Roland                         |                             |                             |
| Downhill                             | Alfred Hitchcock                      | Ivor Novello, Ian Hunter, Ben Webster                              |                             |                             |
| The Drop Kick                        | Millard Webb                          | Richard Barthelmess, Barbara Kent, Brooks Benedict                 | Drame                       |                             |
| Evening Clothes                      | Luther Reed                           | Adolphe Menjou, Louise Brooks, Arnold Kent                         | Comédie                     |                             |
| The Fair Co-Ed                       | Sam Wood                              | Marion Davies, Johnny Mack Brown                                   | Comédie                     |                             |
| The First Auto                       | Roy Del Ruth                          | Patsy Ruth Miller, Barney Oldfield, Russell Simpson                |                             |                             |
| Fluttering Hearts                    | James Parrott                         | Charley Chase, Martha Sleeper, Eugene Pallette                     | Comédie                     |                             |
| For the Love of Mike                 | Frank Capra                           | Ben Lyon, Claudette Colbert, Ford Sterling                         | Mélodrame                   |                             |
| The Gaucho                           | F. Richard Jones                      | Douglas Fairbanks, Lupe Vélez                                      | Western                     |                             |
| The Girl from Everywhere             | Edward F. Cline                       | Carole Lombard, Daphne Pollard, Billy Bevan                        | Comédie                     |                             |
| The Girl from Rio                    | Tom Terriss                           | Walter Pidgeon, Carmel Myers, Richard Tucker                       | Romance                     |                             |
| Hello Sailor                         | Mark Sandrich                         | Lupino Lane                                                        | Comédie                     |                             |
| Heroes of the Night                  | Frank O'Connor                        | Cullen Landis, Marian Nixon, Wheeler Oakman                        | Comédie                     |                             |
| Heroes of the Wild                   | Harry S. Webb                         | Jack Hoxie et Josephine Hill                                       | Western                     |                             |
| Her Wild Oat                         | Marshall Neilan                       | Colleen Moore et Hallam Cooley                                     | Comédie                     |                             |
| High School Hero                     | David Butler                          | Nick Stuart, Sally Phipps, Brandon Hurst                           | Comédie                     |                             |
| Premier Amour (en) (His First Flame) | Harry Edwards                         | Harry Langdon et Natalie Kingston                                  | Comédie                     |                             |
| His Greatest Bluff                   | D.W. Griffith                         | Harry Piel et Marlene Dietrich                                     | Comédie                     |                             |
| The Honorable Mr. Buggs              | Fred Jackman                          | Matt Moore, Anna May Wong, Oliver Hardy                            | Comédie                     |                             |
| Hula                                 | Victor Fleming                        | Clara Bow, Clive Brook, Albert Gran                                |                             |                             |
| Husband Hunters                      | John G. Adolfi                        | Mae Busch, Walter Hiers, Jean Arthur, Charles Delaney              | Comédie romantique          |                             |
| In Old Kentucky                      | John M. Stahl                         | James Murray, Helene Costello, Stepin Fetchit                      | Drame                       |                             |
| The Irresistible Lover               | William Beaudine                      | Lois Moran, Norman Kerry, Gertrude Astor                           | Comédie                     |                             |
| It                                   | Clarence G. Badger                    | Clara Bow et Antonio Moreno                                        | Comédie romantique          |                             |
| The Jazz Singer                      | Alan Crosland                         | Al Jolson, May McAvoy, Warner Oland                                | Drame                       | Premier long métrage sonore |
| Johnny Get Your Hair Cut             | William Reeves Easton                 | Jackie Coogan, Harry Carey                                         | Comédie                     |                             |
| Le Petit Frère                       | Ted Wilde, J.A. Howe, Lewis Milestone | Harold Lloyd et Jobyna Ralston                                     | Comédie                     |                             |
| The King of Kings                    | Cecil B. DeMille                      | H. B. Warner, Dorothy Cumming, Joseph Schildkraut                  | Drame biblique              |                             |
| The Lady in Ermine                   | James Flood                           | Corinne Griffith, Francis X. Bushman, Ward Crane                   | Drame romantique            |                             |
| The Last Waltz                       | Arthur Robison                        | Willy Fritsch, Suzy Vernon, Liane Haid                             | Romance                     |                             |
| Let It Rain                          | Edward F. Cline                       | Douglas MacLean, Shirley Mason, Boris Karloff                      | Comédie                     |                             |
| The Life of Riley                    | William Beaudine                      | June Marlowe, George Sidney, Charles Murray                        | Comédie                     |                             |
| Little Mickey Grogan                 | James Leo Meehan                      | Frankie Darro, Jobyna Ralston                                      | Comédie                     |                             |
| The Lodger                           | Alfred Hitchcock                      | Ivor Novello, June Tripp, Malcolm Keen                             | Drame                       |                             |
| London After Midnight                | Tod Browning                          | Lon Chaney, Marceline Day, Conrad Nagel, Henry B. Walthall         | Thriller                    | Film perdu                  |
| Long Pants                           | Frank Capra                           | Harry Langdon, Gladys Brockwell, Alan Roscoe                       | Comédie                     |                             |
| Love                                 | Edmund Goulding                       | Greta Garbo, John Gilbert, George Fawcett                          | Mélodrame                   |                             |
| Lovers                               | John M. Stahl                         | Ramon Novarro, Alice Terry, Edward Connelly                        | Mélodrame                   |                             |
| The Love Mart                        | George Fitzmaurice                    | Billie Dove, Gilbert Roland, Noah Beery                            | Drame                       |                             |
| The Love of Sunya                    | Albert Parker                         | Gloria Swanson, John Boles, Anders Randolf                         | Drame                       |                             |
| The Loves of Carmen                  | Raoul Walsh                           | Dolores del Río, Victor McLaglen, Don Alvarado                     | Film d'amour                |                             |
| The Lunatic at Large                 | Fred C. Newmeyer                      | Leon Errol, Warren Cook, Kenneth MacKenna                          | Comédie                     |                             |
| Lure of the Night Club               | Tom Buckingham                        | Viola Dana, Robert Ellis                                           | Mélodrame                   |                             |
| Madame Pompadour                     | Herbert Wilcox                        | Dorothy Gish, Antonio Moreno                                       | Drame biblique              |                             |
| The Magic Flame                      | Henry King                            | Ronald Colman, Vilma Bánky, Gustav von Seyffertitz                 | Comédie dramatique          |                             |
| Man, Woman and Sin                   | Monta Bell                            | Jeanne Eagels, Charles K. French, John Gilbert                     | Drame                       |                             |
| Metropolis                           | Fritz Lang                            | Alfred Abel, Brigitte Helm, Gustav Fröhlich                        |                             |                             |
| Mockery                              | Benjamin Christensen                  | Lon Chaney, Barbara Bedford, Ricardo Cortez                        | Drame                       |                             |
| Mother                               | James Leo Meehan                      | Crauford Kent, Belle Bennett, William Bakewell                     | Drame                       |                             |
| Mr.Wu                                | William Nigh                          | Lon Chaney, Renée Adorée, Holmes Herbert                           | Drame                       |                             |
| Mumsie                               | Gilbert M. Anderson                   | Pauline Frederick, Herbert Marshall                                |                             |                             |
| My Best Girl                         | Sam Taylor                            | Mary Pickford, Mack Swain, Charles 'Buddy' Rogers                  | Comédie romantique          |                             |
| My Friend from India                 | E. Mason Hopper                       | Franklin Pangborn, Elinor Fair, Jeanette Loff                      | Comédie                     |                             |
| Nevada                               | John Waters                           | Gary Cooper, William Powell, Thelma Todd                           | Western                     |                             |
| The Night Bride                      | E. Mason Hopper                       | Marie Prevost, Harrison Ford, Robert Edeson                        | Comédie                     |                             |
| Now We're in the Air                 | Frank R. Strayer                      | Wallace Beery, Louise Brooks, Raymond Hatton                       | Comédie                     |                             |
| No Place to Go                       | Mervyn LeRoy                          | Mary Astor, Lloyd Hughes, Myrtle Stedman                           | Romance                     |                             |
| On Your Toes                         | Fred C. Newmeyer                      | Reginald Denny, Barbara Worth, Frank Hagney                        | Comédie                     |                             |
| One of the Best                      | T. Hayes Hunter                       | Carlyle Blackwell, Walter Byron, Elsa Lanchester                   |                             |                             |
| One Woman to Another                 | Frank Tuttle                          | Florence Vidor, Theodore von Eltz, Hedda Hopper                    | Comédie                     |                             |
| Orchids and Ermine                   | Alfred Santell                        | Colleen Moore, Jack Mulhall, Alma Bennett, Mickey Rooney           | Comédie                     |                             |
| The Outlaw Dog                       | J.P. McGowan                          | Rex Lease, Helen Foster, Spencer Bell                              |                             |                             |
| Paradise for Two                     | Gregory La Cava                       | Richard Dix, Betty Bronson, George Beranger                        | Comédie romantique          |                             |
| The Patent Leather Kid               | Alfred Santell                        | Richard Barthelmess, Molly O'Day, Matthew Betz                     | Drame                       |                             |
| Peaceful Oscar (en)                  | Roscoe Arbuckle                       | Lloyd Hamilton                                                     | Comédie                     |                             |
| Poppies of Flanders                  | Arthur Maude                          | Jameson Thomas, Eve Gray                                           | Drame                       |                             |
| The Potters                          | Fred C. Newmeyer                      | W.C. Fields, Mary Alden, Skeets Gallagher                          | Comédie                     |                             |
| The Price of Horror                  | Edward H. Griffith                    | Malcolm McGregor, Dorothy Revier                                   | Drame                       |                             |
| The Private Life of Helen of Troy    | Alexander Korda                       | Maria Corda, Lewis Stone, Ricardo Cortez                           |                             |                             |
| Quality Street                       | Sidney Franklin                       | Marion Davies, Helen Jerome Eddy Conrad Nagel                      |                             |                             |
| The Queen Was in the Parlour         | Graham Cutts                          | Lili Damita, Paul Richter, Harry Liedtke                           | Drame                       |                             |
| Quinneys                             | Maurice Elvey                         | John Longden, Ursula Jeans                                         | Romance                     |                             |
| Red Clay (film, 1927)                | Ernst Laemmle                         | William Desmond, Marceline Day                                     | Drame                       |                             |
| The Red Mill                         | Roscoe Arbuckle                       | Marion Davies, Owen Moore, Louise Fazenda                          | Comédie                     |                             |
| Resurrection                         | Edwin Carewe                          | Dolores del Río, Rod La Rocque                                     | Drame                       |                             |
| The Ring                             | Alfred Hitchcock                      | Carl Brisson, Tom Helmore, Lillian Hall-Davis                      | Mélodrame                   |                             |
| The Road to Romance                  | John Stuart Robertson                 | Ramón Novarro, Marceline Day, Cesare Gravina                       | Drame                       |                             |
| Rookies                              | Sam Wood                              | Karl Dane, Tom O'Brien, George K. Arthur et Marceline Day          | Comédie                     |                             |
| The Rose of Kildare                  | Dallas M. Fitzgerald                  | Patrick H. O'Malley Jr., Helen Chadwick, Lee Moran, Carroll Nye    | Romance                     |                             |
| Rough House Rosie                    | Frank R. Strayer                      | Clara Bow, Reed Howes, John Miljan                                 | Comédie                     |                             |
| The Sea Tiger                        | John Francis Dillon                   | Milton Sills, Mary Astor, Alice White                              | Drame                       |                             |
| Senorita                             | Clarence G. Badger                    | Bebe Daniels, William Powell et James Hall                         | Comédie                     |                             |
| Seventh Heaven                       | Frank Borzage                         | Janet Gaynor, Charles Farrell, George E. Stone                     | Film de guerre              |                             |
| Should Men Walk Home?                | Leo McCarey                           | Mabel Normand, Creighton Hale, Oliver Hardy                        | Comédie                     |                             |
| Silk Stockings                       | Wesley Ruggles                        | Laura La Plante, John Harron, Heinie Conklin                       | Comédie                     |                             |
| Singed                               | John Griffith Wray                    | Blanche Sweet, Warner Baxter, Edgar Norton                         | Drame                       |                             |
| Slide, Kelly, Slide                  | Edward Sedgwick                       | William Haines, Sally O'Neil, Paul Kelly                           | Comédie                     |                             |
| Sorrell and Son                      | Herbert Brenon                        | H.B. Warner, Anna Q. Nilsson, Nils Asther                          | Drame                       |                             |
| Soft Cushions                        | Edward F. Cline                       | Douglas MacLean, Sue Carol, Wade Boteler                           | Comédie                     |                             |
| Somehow Good                         | Jack Raymond                          | Fay Compton, Stewart Rome                                          | Drame                       |                             |
| Special Delivery                     | Roscoe Arbuckle                       | Eddie Cantor, Jobyna Ralston et William Powell                     | Comédie                     |                             |
| The Spotlight                        | Frank Tuttle                          | Neil Hamilton, Esther Ralston, Arlette Marchal                     | Comédie                     |                             |
| Spring Fever                         | Edward Sedgwick                       | William Haines, Joan Crawford, Edward Earle                        | Film d'amour                |                             |
| Spuds                                | Edward Ludwig                         | Larry Semon, Dorothy Dwan, Edward Hearn                            | Comédie                     |                             |
| Spurs and Saddles                    | Cliff Smith                           | Art Acord, Fay Wray, Monte Montague                                | Western                     |                             |
| Stage Madness                        | Victor Schertzinger                   | Virginia Valli, Tullio Carminati, Lou Tellegen                     | Drame                       |                             |
| The Stolen Bride                     | Alexander Korda                       | Billie Dove, Lloyd Hughes, Armand Kaliz                            | Drame                       |                             |
| The Student Prince in Old Heidelberg | Ernst Lubitsch                        | Ramón Novarro et Norma Shearer                                     | Comédie dramatique          |                             |
| Sunrise                              | Friedrich Wilhelm Murnau              | George O'Brien, Janet Gaynor, Margaret Livingston, et Jane Winton  | Mélodrame                   |                             |
| Surrender                            | Edward Sloman                         | Mary Philbin, Ivan Mosjoukine, Otto Matieson                       | Romance                     |                             |
| Svengali                             | Gennaro Righelli                      | Paul Wegener, André Mattoni, Hans Brausewetter                     | Drame                       |                             |
| The Swell-Head                       | Gilbert M. Anderson                   | Ralph Graves, Johnnie Walker, Eugenia Gilbert                      | Drame                       |                             |
| Taxi! Taxi!                          | Melville W. Brown                     | Edward Everett Horton, Marian Nixon, Edward Martindel              | Comédie                     |                             |
| The Telephone Girl                   | Herbert Brenon                        | Holbrook Blinn, Madge Bellamy, Lawrence Gray                       | Drame                       |                             |
| The Tender Hour                      | George Fitzmaurice                    | Billie Dove, Ben Lyon, Montagu Love                                | Romance                     |                             |
| Texas Steer                          | Richard Wallace                       | Will Rogers, Louise Fazenda, Lilyan Tashman                        |                             |                             |
| The Tigress                          | George B. Seitz                       | Jack Holt et Dorothy Revier                                        | Drame                       |                             |
| Too Many Crooks                      | Fred C. Newmeyer                      | Lloyd Hughes, Mildred Davis, El Brendel                            | Comédie                     |                             |
| Tracked by the Police                | Ray Enright                           | Jason Robards Sr., Virginia Brown Faire, Tom Santschi              |                             |                             |
| Twelve Miles Out                     | Jack Conway                           | John Gilbert, Joan Crawford, Ernest Torrence                       | Film d'aventure             |                             |
| Two Arabian Knights                  | Lewis Milestone                       | William Boyd, Mary Astor, Louis Wolheim                            | Comédie                     |                             |
| Two Flaming Youths                   | John Waters                           | W.C. Fields, Mary Brian, Chester Conklin, Jack Luden               | Comédie                     |                             |
| Uncle's Tom Cabin                    | Harry A. Pollard                      | Arthur Edmund Carewe, Margarita Fischer, James B. Lowe             |                             |                             |
| Underworld                           | Josef von Sternberg                   | George Bancroft, Evelyn Brent, Clive Brook                         | Film policier               |                             |
| The Unknown                          | Tod Browning                          | Lon Chaney, Joan Crawford et Norman Kerry                          | Film d'horreur              |                             |
| Venus of Venice                      | Marshall Neilan                       | Constance Talmadge, Antonio Moreno, Julanne Johnston               | Comédie romantique          |                             |
| The Way of All Flesh                 | Victor Fleming                        | Emil Jannings, Belle Bennett, Fred Kohler                          | Mélodrame                   |                             |
| Wedding Bills                        | Erle C. Kenton                        | Raymond Griffith, Iris Stuart, Edgar Kennedy                       | Comédie                     |                             |
| When a man Loves                     | Alan Crosland                         | John Barrymore, Dolores Costello                                   | Drame historique            |                             |
| White Gold                           | William K. Howard                     | Jetta Goudal, George Bancroft                                      | Western                     |                             |
| Why Girls Love Sailors               | Fred Guiol                            | Stan Laurel, Oliver Hardy, Malcolm Waite                           | Comédie                     |                             |
| Wings                                | William A. Wellman                    | Clara Bow, Charles 'Buddy' Rogers, Richard Arlen et Jobyna Ralston | Film de guerre              |                             |
| The Wise Wife                        | E. Mason Hopper                       | Phyllis Haver, Tom Moore, Jacqueline Logan                         | Comédie                     |                             |
| The Wizard                           | Richard Rosson                        | Edmund Lowe, Leila Hyams, Barry Norton                             |                             |                             |
| Woman in Pawn                        | Edwin Greenwood                       | Gladys Jennings, John Stuart                                       |                             |                             |
| Women Love Diamonds                  | Edmund Goulding                       | Lionel Barrymore, Pauline Starke, Douglas Fairbanks Jr.            | Mélodrame                   |                             |